# Jugement en résidence
 (juillet 2019).
Si vous disposez d'ouvrages ou d'articles de référence ou si vous connaissez des sites web de qualité traitant du thème abordé ici, merci de compléter l'article en donnant les références utiles à sa vérifiabilité et en les liant à la section « Notes et références ».
Le jugement en résidence (en espagnol : Juicio de residencia) était une procédure judiciaire du droit castillan et du droit des Indes qui consistait à réviser les actes d’un fonctionnaire public à la fin de son mandat et à inviter tous ceux qui avaient des plaintes à formuler contre lui à témoigner. Il s’agissait avant tout d’une procédure automatique qui n’impliquait pas nécessairement qu’une ou des fautes avaient été commises. 
La dénomination « jugement en résidence » dérive du fait que le fonctionnaire visé par cette procédure ne pouvait quitter les lieux où il avait exercé sa charge, ni en occuper une autre jusqu’à la conclusion de la procédure. Généralement, la personne qui chargée de diriger l’enquête, le juge de résidence, était appelée à succéder à celui qui était visé par la démarche. Une fois terminé le procès, le fonctionnaire pouvait obtenir une promotion si la conclusion était positive. Par contre, s’il avait commis des fautes, des erreurs ou des illégalités, il pouvait être sanctionné par une amende ou par l’interdiction temporaire ou permanente d’exercer une autre charge.
À cause de la distance et de l’impossibilité d’une supervision directe de la part de la Couronne, le jugement en résidence a eu une grande importance dans l’administration des Indes et incluait toutes les classes de fonctionnaires, depuis les vice-rois, les présidents d’Audience royale, les gouverneurs, et jusqu’aux maires et officiers de justice. Toutefois, à partir du XVIIIe siècle, la procédure se déroulait une fois qu’ils étaient revenus en Espagne.
Un autre moyen employé par la Couronne pour contrôler ses fonctionnaires consistait à envoyer un inspecteur, appelé Visiteur, pour enquêter sur les abus commis et pour proposer les réformes nécessaires.  

## Historique
Le premier texte légal dans lequel nous pouvons trouver les principaux traits qui caractérisent l’institution de la résidence correspond à une Constitution dictée par Zénon, un empereur romain d’Orient qui régna de 474 à 491. Ce texte obligeait les juges et les autres magistrats de l’empire à demeurer cinquante jours dans les lieux où ils avaient exercé leur mandat afin que tous leurs administrés puissent présenter leurs plaintes contre eux.
Dans le royaume de Castille, la première référence au jugement en résidence se trouve dans la troisième partie des Siete Partidas, un corpus législatif élaboré entre 1256 et 1265 sous le règne d’Alfonse X le Sage.
Avec l’arrivée au trône des Rois Catholiques, Isabelle de Castille et Ferdinand d’Aragon, la procédure se consolide. Pour la rendre plus efficace ils y introduisirent quelques changements dont la résidence de trente jours pour les maires et les officiers de justice. 
Plus tard, le 9 juin 1500, les Rois Catholiques édictent les célèbres « Capitulos para Corregidores y Jueces de Residencia » qui organisent et systématisent les jugements en résidence afin de régler de multiples questions de détail et leur donner une structure juridique qui va se conserver pendant plus de trois siècles jusqu'à la fin de l'Ancien Régime.

## Déroulement de la procédure
Le jugement en résidence se déroulait en quatre parties : 
- l'enquête secrète
- la résidence publique
- la reddition de compte
- la sentence

La résidence était un événement public, le juge devait émettre une proclamation qui annonçait le début du procès pour que toute la communauté puisse en prendre connaissance. Elle se composait de deux instances : la secrète et la publique. 
Au cours de la première phase, le juge interrogeait un groupe de témoins de manière confidentielle afin que ceux-ci puissent s’exprimer librement sur la conduite des fonctionnaires en jugement. Il examinait aussi les documents officiels et visitait les prisons. Les informations relevées lui permettaient de mettre en accusation les fonctionnaires soumis à la procédure. 
Au cours de la seconde phase de la procédure les citoyens pouvaient présenter leurs plaintes contre les fonctionnaires imputés et ceux-ci pouvaient procéder à leur défense, en répondant à plaintes et aux charges qui provenaient de l’enquête secrète.
Le juge élaborait ensuite la sentence, dictait les peines et les amendes, et toute la documentation du procès était remise au Conseil des Indes ou à l’Audience royale correspondante pour son approbation.
En général, les peines les plus communes imposées étaient des amendes ainsi que des interdictions temporaires ou perpétuelles d’exercer d’autres charges.